# Hellmut Maneval
Hellmut Maneval (Pforzheim, 13 novembre 1898 – 19 aprile 1967) è stato un calciatore tedesco, di ruolo centrocampista.